# Justa
Justa, citato dalle fonti anche col nome di Justasa (... – 484), fu un ribelle samaritano.
Stando alle fonti samaritane, nel 484 i Samaritani si ribellarono al governo dell'imperatore Zenone. Attaccarono i cristiani della città di Neapolis (Sichem) mentre questi stavano celebrando Pentecoste, aggredendo il celebrante, il vescovo Terebinto, e tagliandogli le dita della mano. Tra i rivoltosi c'era Justa (o Justasa), che le fonti definiscono "bandito" ma che potrebbe essere stato semplicemente un combattente per la libertà del suo popolo, discriminato e oppresso dal governo cristiano; fu acclamato Re dagli insorti. Alla guida dei ribelli, Justa marciò verso Cesarea marittima, dove si trovavano molti Samaritani, e conquistò la città, uccidendo molti cristiani e radendo al suolo la chiesa di San Procopio. Per celebrare la vittoria, Justa organizzò un trionfo, con tanto di corse nell'ippodromo; in questo sembra che fosse di cultura ellenistica.
Secondo Giovanni Malalas, il dux Palaestinae Asclepiade, le cui truppe furono rafforzate dagli Arcadiani di Rege di stanza a Cesarea, sconfisse Justa, lo uccise e inviò la testa a Zenone. Secondo Procopio di Cesarea, Terebinto si recò da Zenone chiedendo di essere vendicato; l'imperatore si recò allora di persona in Samaria per sedare la rivolta.
Secondo gli storici moderni, la ribellione sarebbe avvenuta non nel 484 ma dopo, attorno al 489. Zenone ricostruì la chiesa di San Procopio a Neapolis e ai Samaritani fu proibito di recarsi sul monte Garizim.